# 안나 리사
『안나 리사』(핀란드어:  Anna Liisa)는 1895년 민나 칸트가 쓴 희곡이다. 그해 10월 2일 핀란드 국립극장에서 초연했으며 이후 여러 극장에서 공연했다. 칸트의 두 번째 비극이며, 또한 칸트의 마지막 희곡 작품이다.
제목 "안나 리사"는 주인공의 이름이다. 안나는 결혼하지 않은 채 믹코(Mikko)의 아이를 임신, 아이를 낳은 뒤 죽이고 믹코의 모친의 도움으로 암매장한다. 그 뒤 안나가 믹코와 헤어지고 요한네스(Johannes)와 결혼하려 하자 믹코 가족은 안나가 믹코와 결혼하지 않으면 과거의 일을 폭로하겠다고 협박한다. 안나는 이에 굴하지 않고 스스로 과거를 고백한 뒤 처벌을 기다리게 된다는 이야기다.
여러모로 도스토예프스키식 속죄 테마가 나타나는 이야기다. 안나라는 여인의 가치는 그가 사랑하지 않는 남자와 결혼하느니 자신의 영아살해를 고백하고 살인의 죗값을 받기로 할 때 비로소 드러난다. 결말에선 신부가 그의 죄를 사하기도 한다. 한편 독자는 죽은 아이의 생부인 믹코는 아무런 책임도 지지 않는다는 점에서 이 모든 죄값이 여자에게만 떠넘겨지는 현실에 분노하게 된다.
『안나 리사』는 민나 칸트의 작품 중 최고로 여겨진다. 2차례 무성영화, 2차례 유성영화로 각색되었으며 벨리마티 푸말라가 오페라로도 작곡했다.